# Eugen Ott
Pour les articles homonymes, voir Ott.
Eugen Ott (20 mai 1890 à Sinzig – 11 août 1966 à Hohenschaftleben) est un General der Infanterie de la Heer dans la Wehrmacht durant la Seconde Guerre mondiale.
Il a été récipiendaire de la Croix de chevalier de la Croix de fer. Cette décoration est attribuée pour récompenser un acte d'une extrême bravoure sur le champ de bataille ou un commandement militaire avec succès.

## Biographie
Eugen Ott s'engage en 1907 comme élève officier dans l'armée wurtembergeoise. Ce fils d'un haut fonctionnaire et d'un avocat-conseil est promu lieutenant d'artillerie de campagne en 1909, après avoir suivi les cours de l'École de guerre. Son brevet est alors daté du 23 mars 1907. Juste avant le début de la Première Guerre mondiale, il sert en tant qu'adjudant du premier bataillon du 65e régiment d'artillerie de campagne (de).

## Décorations
- Croix de fer (1914)
  - 2e Classe
  - 1re classe
- Insigne des blessés
  - en Noir
- Croix de chevalier de l'Ordre royal de Hohenzollern avec Glaives
- Croix d'honneur
- Agrafe de la Croix de fer (1939)
  - 2e Classe
  - 1re classe
- Médaille du Front de l'Est
- Ordre de Michel le Brave 3e Classe (20 octobre 1943)
- Croix de chevalier de la Croix de fer
  - Croix de chevalier le 25 décembre 1942 en tant que General der Infanterie et commandant du LII. Armeekorps[1]